# Słodków (przystanek kolejowy)
Słodków − dawny kolejowy wąskotorowy przystanek osobowy w Słodkowie-Kolonii, w Polsce, w województwie wielkopolskim, w powiecie tureckim, w gminie Turek. Został zbudowany w latach 1914–1917 razem z linią do Turku. W lipcu 1991 roku został zamknięty dla ruchu pasażerskiego. Od czerwca 2002 roku jest używany w ruchu towarowym. Należy do Kaliskiej Kolei Dojazdowej. Obecnym jej operatorem jest Stowarzyszenie Kolejowych Przewozów Lokalnych